# XIIe législature de la République italienne

Groupe parlementaire à la chambre des députés de la XIIe législature de la République italienne.

La XIIe législature de la République italienne (en italien : La XII Legislatura della Repubblica Italiana) est la législature du Parlement de la République italienne qui a été ouverte le 15 avril 1994 et qui s'est fermée le 8 mai 1996. 

## Gouvernements
- Gouvernement Berlusconi I
  - Du 10 mai 1994 au 17 janvier 1995
  - Président du Conseil des ministres d'Italie : Silvio Berlusconi (FI)
  - Composition du gouvernement : FI, AN, Lega Nord, CCD
- Gouvernement Dini
  - Du 17 janvier 1995 au 17 mai 1996
  - Président du Conseil des ministres d'Italie : Lamberto Dini (Indépendant)
  - Composition du gouvernement : Indépendant (soutien externe de PDS, PPI et LN)

## Chambre des députés
| Groupe parlementaire | Nombre de sièges |
| -------------------- | ---------------- |
| Progressistes        | 143/630          |
| LN                   | 117/630          |
| FI                   | 113/630          |
| AN                   | 109/630          |
| PRC                  | 39/630           |
| PPI                  | 33/630           |
| CCD                  | 27/630           |
| PSI                  | 14/630           |

## Sénat
| Groupe parlementaire | Nombre de sièges |
| -------------------- | ---------------- |
| Progressistes        | 76/315           |
| LN                   | 60/315           |
| FI                   | 36/315           |
| AN                   | 48/315           |
| PRC                  | 18/315           |
| PPI                  | 34/315           |
| CCD                  | 12/315           |
| PSI                  | 10/315           |